# Stigmella diniensis
Stigmella diniensis là một loài bướm đêm thuộc họ Nepticulidae. Nó là loài đặc hữu của miền nam Pháp.
Chiều dài cánh trước là 1.3-1.6 mm đối với con đực và 1.5-1.6 mm đối với con cái. Con trưởng thành bay vào tháng 4, tháng 5 và tháng 9. Có thể có nhiều lứa mỗi năm.
Ấu trùng ăn Fumana ericoides, Fumana procumbens và possibly Helianthemum. Chúng ăn lá nơi chúng làm tổ. 